# Team Galaxy – kosmiczne przygody galaktycznej drużyny
Team Galaxy – kosmiczne przygody galaktycznej drużyny (ang. The Far Out Adventures of Team Galaxy, 2006-2008) – francusko-kanadyjsko-włoski serial animowany, emitowany w Polsce od 4 grudnia 2006 roku przez stację telewizyjną Jetix. 7 maja 2007 roku rozpoczęła się emisja kolejnych odcinków.
Team Galaxy to kolejna produkcja studia Marathon Animation, znanego m.in. z „Odlotowych agentek” i „Martina Tajemniczego”.

## Bohaterowie

### Główne postacie
- Yoko – ma 15 lat. Uważa, że pięknie śpiewa, ale w rzeczywistości tak nie jest… „Królowa Karaoke”. Uwielbia uczestniczyć w konkursach piękności. W odcinku „Psycho-piłka” stwierdziła, iż sława jest przereklamowana. Liczy się dla niej śpiew, uroda, zabawa. Intuicja wobec innych jej nie zawodzi. Podkochuje się w Sethcie.
- Brett – ma 10 lat i jest małym geniuszem. Rzeczywiście jest najmniejszym i najmłodszym członkiem kosmicznej akademii. Uwielbia nauki ścisłe. W odcinku „Kosmiczny Brett” zrozumiał, że w życiu nie liczy się tylko to, czy jesteś silniejszy od innych. Uważany przez drużynę za małe dziecko. W decyzjach najczęściej nikt go nie popiera. Brett lubi jeść, chłopiec jest również naiwny.
- Josh – ma 16 lat. Syn dyrektora kosmicznej akademii. Zbuntowany pilot, zawsze chce poczuć smak adrenaliny. W odcinku „Miss Kosmos” zakochał się w fioletowo skórnej dziewczynie. Po poznaniu jej „rodziców” uciekł nie podając jej komórki. Rozumiany jest przez Yoko. Liczy się dla niego adrenalina, zabawa i szybka jazda. Josh bardzo boi się wody, ale by uratować przyjaciół, przełamał swój strach, bardzo lubi konkurować z Bobbym. Podkochuje się w Toby.
- Fluffy (UltraZwierzątko 1) – UltraZwierzątko wyglądające jak półpies-pół łasica. Należy do drużyny Josha. Jest mały i słodki ale… kiedy staje do walki może się przetransformować w super wersję siebie specjalną do walki. Zawsze jest przy Joshu co ujawnia się w odcinku „Gdy Josh atakuje” wtedy, gdy przez żart Josha wszyscy się na niego gniewają, Fluffy zostaje przy nim. Fluffy jak prawdziwy pół pies-pół łasica wydala „robo-kupy” oraz może mieć „robo-pchły”. Jest koloru czerwonego.

### Inni Uczniowie
- Bobby – ma 17 lat. Konkurent „Team Galaxy”. Także uczy się w kosmicznej akademii. Jest niemiły, zwłaszcza dla Josha, uwielbia z nim konkurować.
- Kimball – członkini drużyny Bobby’ego. Nie lubi pracować fizycznie. Jej rodzina jest bardzo sławna.
- Toby – jest bardzo dobra na desce kometowej. Wygrała zawody w Australii mając 11 lat. Jest najtwardszą studentką i zawsze jest w centrum uwagi – co martwi Yoko, ale zachwyca Josha. Należy do drużyny Bobby’ego, z którym współzawodniczy w surfingu. Jej idolem jest Johnny Gwiezdny Pył.
- Spavid – ma 18 lat. Kapitan trzeciej drużyny akademii. Pochodzi z planety Merthoz. Z wyglądu trochę przypomina żabę bo jest kosmitą. Miły i przyjacielski.
- Orion – członek drużyny Spavida. Ma siostrę bliźniaczkę o imieniu Andy.
- Andy – członkini drużyny Spavida. Ma brata bliźniaka o imieniu Orion.
- Seth – utalentowany muzyk. Yoko jest w nim zakochana, Seth trochę ją lubi. Ma kręcone blond włosy oraz używa swojego głosu do śpiewania. Więcej o nim nie wiadomo.

### Nauczyciele
- Dyrektor Kirkpatrick – dyrektor akademii, jest surowy i wymagający, ojciec Josha. Ma 46 lat. Posiada klucz do tarczy ochronnej.
- Profesor „S”/Spadzoerflipp – nauczyciel, który pochodzi z planety gdzie się nie stroi choinek tylko siebie. Jest zielony i ma niebieskie włosy. Często chodzi w dżinsach. Podczas lekcji dłubie sobie w uchu. Na jego planecie ser topiony jest wyrazem sympatii, o czym dowiadujemy się w odcinku „Swatka”.
- Profesor Fitch – nauczyciel przedmiotu o kosmicznych kowbojach i pojazdach.
- Profesor Roscoff – rosyjska nauczycielka, która uczy badać kosmos.
- Profesor Schragger – nauczycielka astronomii w Galaktycznej Akademii.

### Inne UltraZwierzątka
- Spike (UltraZwierzątko 2) – UltraZwierzątko wyglądające jak bóbr. Należy do drużyny Bobby’ego. Jest koloru jasnoniebieskiego.
- UltraZwierzątko 3 – UltraZwierzątko wyglądające jak pancernik. Należy do drużyny Spavida. Jest koloru jasnozielonego.
- UltraZwierzątko 4 – UltraZwierzątko przypominające Fluffy’ego. Nie wiadomo do kogo należy, pojawiło się w kilku odcinkach. Jest koloru pomarańczowego.
- UltraZwierzatko 5 – UltraZwierzątko wyglądające jak ptak. Pojawiło się tylko w jednym odcinku „Księżycowe megamiętówki”. Jest koloru różowego.
- UltraZwierzątko 6 – UltraZwierzątko wyglądające jak gepardzica.Pojawiło się tylko w jednym odcinku ,,Rex III – władca robotów''. Jest koloru żółtego.
- UltraZwierzątko 7 – UltraZwierzątko wyglądające jak nosorożec. Pojawiło się tylko w jednym odcinku ,,Rex III – władca robotów''. Jest koloru fioletowego.
- UltraZwierzątko 8 – UltraZwierzątko wyglądające jak struś. Pojawiło się tylko w jednym odcinku ,,Rex III – władca robotów.'' Jest koloru różowego.
- Buster (MegaUltraZwierzątko 1) – MegaUltraZwierzątko wyglądające tak samo jak Fluffy, tylko że potrafi mówić i posiada sztuczną inteligencję, pozwalającą na podejmowanie własnych decyzji. Posiada również większy arsenał. Miał zastąpić Fluffy’ego. Ostatecznie został zatrudniony do stołówki jako kucharz. Jest koloru niebieskiego.

## Wrogowie

### Seria pierwsza
- 1. Roślino-kosmici – chcieli zasadzić Yoko, Josha, Bretta i Bobby’ego.
- 2. Craig – zamrażał kadetów Galaktycznej Akademii.
- 3. Pompadur i Dark Force – Pompadur dawał klientów na pożarcie Dark Force’owi.
- 4. Robo-kosmici – ukradły mózg Bretta.
- 5. Królowa Hydropolis – kradła urodę z modelek.
- 6. Pinky – chciał zjeść Galaktyczną Akademię.
- 7. Felina – koto-kosmitka, która ściągała kosmitów na swoją planetę, by mieć przyjaciół. Później została wysłana na planetę na której jest 47 gatunków kosmitów, z czego się ucieszyła.
- 8. Jednoocy kosmici – zaatakowali Galaktyczną Akademię.
- 9. Ivak – porywał narciarzy i hipnotyzował ich, by grali w Psycho-piłkę.
- 10. Clophop – potwór, którego DNA wypił Brett i później razem demolowali Galaktyczną Akademię.
- 11. Czarno-brody Arrr – kosmiczny pirat. Jego załoga porwała drużynę Josha i Bobby’ego i zniszczyła Hornett dyrektora Kirkpatricka.
- 12. Kosmici z podwodnej planety – kradli wodę dla swojej planety.
- 13. Jednooki kosmita w peruce – tworzył potwora z części ciał obcych.
- 14. Munellin – hipnotyzował kosmitów, by pracowali w jego fabryce.
- 15. Johnny Gwiezdny Pył – porywał surferów, by być najlepszym.
- 16. Rex III – przejął kontrolę nad robotami.
- 17. Lewa Stopa – porywała kosmitów do gier komputerowych.
- 18. Scarletta – dostała Yoko jako prezent pod choinkę i znęcała się nad nią.
- 19. Pszczoły – zahipnotyzowały kadetów Galaktycznej Akademii
- 20. Brak wroga – zwaśnieni władcy krain toczyli ze sobą walki, dopóki nie musieli sobie pomóc w powstrzymaniu kosmicznego trzęsienia ziemi.
- 21. Kosmiczny władca – zmniejszał kosmitów i planety.
- 22. Wielki Recyklingowy Robot – bestia, która chciała z Fluffy’ego, Bustera, Josha, Yoko i Bretta zrobić śmieci i zniszczyć wszystkie planety.
- 23. „Doroślejszy” Brett – w odcinku „Brett do kwadratu” dziecięca strona Bretta została niejako rozdzielona od doroślejszej. Doroślejszy chciał się pozbyć Bretta dziecka.
- 24-26. Bozon – klaun, który porwał uczniów i nauczycieli Galaktycznej Akademii, ponieważ chciał mieć własny cyrk.

### Seria druga
- 27. Gitka – mścił się na Brettcie, Yoko i Joshu za wcześniejsze aresztowanie go.
- 28. Łowca – chciał złapać Kosmo-Squatcha (mityczny yeti).
- 29. Mantis – chciała pożreć pana "S" po ślubie z nim.
- 30. Figler Fon – chciał zawładnąć galaktyką z pomocą Cybergliny 4000.
- 31. Pompadur – kradł Słońca.
- 32. Wielki Roto – terroryzował mieszkańców pewnej planety.
- 33. Pan 6025-A46 – mścił się na dyrektorze Kirkpatricku.
- 34. Lśniący Paluch – zmuszał kosmitów do wydobywania klejnotów.w tym odcinku Fluffy miał urodziny
- 35. Headyon – uciekł na swoim procesie, potem chciał zabić Fipona Juniora, syna króla Fipona Seniora
- 36. ? – zielony glut, który umiał zmieniać wygląd, chciał odebrać sławę Yoko.
- 37. Simian 6 – małpa, która mściła się na naukowcach, którzy wysłali ją w kosmos.
- 38. Madame Nebula – zmieniała położenie gwiazd, by spełnić swoje przeznaczenie.
- 39. Kosmici z planety Kurz-11 – tworzyli repliki kadetów, by zniszczyć Galaktyczną Akademię i zamieszkać tam, gdyż ich planeta im nie odpowiadała.
- 40. Kosmici z planety Werthoz – chcieli zniszczyć planetę Merthoz, rodzinną planetę Spavida.
- 41. Tork – wojownik, który był uwięziony na Solarze Moonray.
- 42. Gorgastron – połknął drużynę Josha oraz Spavida.
- 43. Rex III – uciekł,aby przejąć kontrolę nad zabawkami pana McBoogla.
- 44. Vera Starvin – grała w „Kosmicznej szkole”, tak naprawdę chciała zaatakować Galaktyczną Akademię.
- 45. Małpo-kosmici – chcieli zjeść Josha.
- 46. Ickle – Yoko uwolniła go przypadkiem z zakładu karnego.
- 47. Bestia – wielka mucha, która miała zjeść Josha, Bretta, Yoko, i Fluffy’ego w dniu Halloween, którzy podczas imprezy zostali jej ofiarowani przez kosmitę MishBoba.
- 48. Kosmici z Płatu Czołowego – chcieli wyeliminować wszystkich głupszych od siebie.
- 49. Farmer McDougall – powiększał swoje zwierzęta, aby mieć armię.
- 50-52. Gangus – kosmita, który chciał porwać najmądrzejszego kosmitę we wszechświecie.

## Pojazdy Galaktycznej Akademii
- Hornet – główny pojazd latający każdej drużyny, przystosowany do wykonywania różnorodnych zadań. Wyglądem przypomina trochę kadłub helikoptera i jest koloru biało-czerwonego. Napędzany czterema silnikami mogącymi pracować w sześciu trybach.Pod jego ogonem można podczepić różnorodne wyposażenie m.in. Łazik. Posiada dwa pokłady (sterownia i ładownia). Jest uzbrojony w dwa działka, cztery wyrzutnie rakiet i dwie wieżyczki. Wykorzystywany przez drużynę Josha prawie w każdej misji.
- Defender – myśliwiec przechwytujący, będący w wyposażeniu każdego członka wszystkich drużyn. Tylko defendery Josha, Yoko i Bretta są innego koloru i posiadają loga: Josh – kolor granatowy, Yoko – kolor różowy, Brett – kolor czerwony. Nie potrafi osiągnąć prędkości nadświetlnej (choć jeden odcinek przeczy temu).
- Crasher – to pojazd dla całej drużyny. Jest wyposażony w wielkie ręce które steruje się… również rękoma.
- Łazik – sześciokołowy pojazd terenowy. Może poruszać się zarówno na lądzie jak i w wodzie (co pokazano w odcinku „Tylko nie H2O”). W tym drugim środowisku tylne koła zamieniają się w turbiny. Podobnie jak Hornet posiada ładownię.
- Shuttle – wygląda jak wahadłowiec (co by się zgadzało z jego angielską nazwą). Znany jest też jako transporter. W nim dyr. Kirkpatrick udziela porad przed misjami i z niego startują czasami pojazdy po wejściu na orbitę. Posiada miejsce dla 3-4 Hornetów. Ze względu na swój rozmiar wymaga specjalnej rampy startowej, zaś ląduje w wodzie (Akademia posiada port).
  - Alpha – shuttle, który zaginął przed 15 laty. Pojawia się w odcinkach pt. „Kosmiczny cyrk”.
- Motorbike – motory, które były widziane w odcinku „Drapieżne rośliny z kosmosu, cz. 2”. Jednym z nich jechał Josh.

## Wersja polska
Opracowanie i udźwiękowienie wersji polskiej: na zlecenie Jetix – Studio Eurocom

Reżyseria:
- Dorota Prus-Małecka (odc. 1-13),
- Tomasz Marzecki (odc. 14-52)

Dialogi:
- Jakub Górnicki (odc. 1-3, 6, 10),
- Berenika Wyrobek (odc. 4-5, 7),
- Wojciech Szymański (odc. 8-9, 11-15, 24-25),
- Aleksandra Rojewska (odc. 16-17, 20-21, 27-29, 40-44, 52),
- Hanna Górecka (odc. 18-19, 26, 30-33, 45-48),
- Maciej Wysocki (odc. 22-23, 34-39, 49-51)

Dźwięk i montaż: Krzysztof Podolski

Kierownictwo produkcji: Marzena Omen-Wiśniewska

Lektorzy:
- Tomasz Knapik (odc. 1-39),
- Tomasz Marzecki (odc. 40-52)

Udział wzięli:
- Anna Apostolakis – Brett
- Leszek Zduń – Josh
- Magdalena Krylik – Yoko
- Krzysztof Szczerbiński –
  - Bobby,
  - Marvin (odc. 17),
  - Król Tribilitan (odc. 20),
  - Linox (odc. 24),
  - Cyberglina 4000 (odc. 30),
  - Barnumi (odc. 49)
- Adam Bauman – Dyrektor Kirkpatrick
- Cynthia Kaszyńska –
  - Księżniczka Kimbal,
  - p. Roscoff,
  - Toby (odc. 15-52),
  - Lewa Stopa (odc. 17),
  - Madame Nebula (odc. 38),
  - inne głosy
- Tomasz Błasiak –
  - Spavid (odc. 1-23, 40-52),
  - Ryan (odc. 1-13),
  - MegaUltra-Zwierzątko – Buster,
  - Seth (odc. 48),
  - różne głosy
- Mieczysław Morański –
  - Pan Zet-flipp,
  - Fluffy (odc. 16),
  - Kosmo-squatch (odc. 28),
  - Fajpon Senior (odc. 35),
  - Ikl (odc. 46),
  - Farmer McDugal (odc. 49)
- Cezary Kwieciński –
  - Johnny Gwiezdny Pył (odc. 15),
  - Gitka (odc. 27),
  - Pan 6025-A46 (odc. 33),
  - Omni (odc. 50-52),
  - różne głosy
- Krzysztof Zakrzewski – Czarno-brody Arrr (odc. 11)
- Wojciech Paszkowski –
  - Munellin (odc. 14),
  - Rex III (odc. 16, 43),
  - Herb (odc. 17),
  - Intergalaktyczny Łowca Obcych (odc. 18, 34),
  - Król Fongrelitów (odc. 20),
  - Pan Fitch (odc. 14-52),
  - Romuloid (odc. 24, 26),
  - Komandor Smith (odc. 24-26),
  - Łowca (odc. 28),
  - Figler (odc. 30),
  - Pompadur (odc. 31),
  - Simian 6 (odc. 37),
  - Tata Spavida (odc. 40),
  - Czarno-brody Arrr (odc. 41),
  - Synapson (odc. 48),
  - Gangus (odc. 50-52)
- Joanna Pach –
  - Scarletta (odc. 18),
  - Brett ’2’ (odc. 23),
  - Chloime (odc. 24)
- Robert Tondera –
  - Ojciec Scarletty (odc. 18),
  - Bozon (odc. 24-26),
  - Lśniący Paluch (odc. 34),
  - Hedjon (odc. 35),
  - Tork (odc. 41),
  - Marty McBoogle (odc. 43),
  - Mish-Bob (odc. 47)
- Modest Ruciński – Kraig (odc. 2)
- Tomasz Marzecki –
  - Spavid (odc. 25-39),
  - Dowódca straży z Gwiezdnego Patrolu (odc. 46, 48)
- Hanna Kinder-Kiss –
  - Złomiak (odc. 22)
  - p. Shragger (odc. 24-45),
  - Fajpon Junior (odc. 35),
  - Mama Spavida (odc. 40),
  - Vera (odc. 44)
- Katarzyna Łaska – Felina (odc. 7)
- Wojciech Machnicki –
  - Pompadur (Loczek) (odc. 3),
  - Pan Fitch (odc. 1-13)
- Izabela Dąbrowska –
  - Pani Schragger (odc. 1-13),
  - Andy (odc. 1-13)
- Katarzyna Zielińska – Toby (odc. 1-13)
- Dorota Kawęcka
- Zbigniew Konopka
- Ryszard Olesiński

i inni
Tekst piosenki: Andrzej Gmitrzuk

Śpiewały: Magdalena Tul, Katarzyna Łaska i Anna Ozner

Kierownictwo muzyczne: Piotr Gogol

## Odcinki
- Serial liczy 52 odcinki.
- Premiery w Polsce:
  - I seria (odcinki 1-13) – 4 grudnia 2006 roku,
  - I seria (odcinki 14-26) – 7 maja 2007 roku,
  - II seria (odcinki 27-39) – 3 grudnia 2007 roku,
  - II seria (odcinki 40-52) – 17 marca 2008 roku.

### Spis odcinków
| Premiera odcinka | N/o | Polski tytuł                       | Angielski tytuł                       |
| ---------------- | --- | ---------------------------------- | ------------------------------------- |
|                  |     |                                    |                                       |
| SERIA PIERWSZA   |     |                                    |                                       |
|                  |     |                                    |                                       |
| 04.12.2006       | 01  | Cesarz Brett                       | Emperor Brett                         |
|                  |     |                                    |                                       |
| 05.12.2006       | 02  | Nowy narybek                       | The New Recruit                       |
|                  |     |                                    |                                       |
| 06.12.2006       | 03  | Intergalaktyczna wycieczka         | Intergalactic Road Trip               |
|                  |     |                                    |                                       |
| 07.12.2006       | 04  | Łebski Brett                       | Brett’s Brain                         |
|                  |     |                                    |                                       |
| 08.12.2006       | 05  | Miss Kosmos                        | Miss Cosmos                           |
|                  |     |                                    |                                       |
| 11.12.2006       | 06  | Sekret Yoko                        | Yoko’s Secret                         |
|                  |     |                                    |                                       |
| 12.12.2006       | 07  | Rozbitkowie                        | Shipwrecked                           |
|                  |     |                                    |                                       |
| 13.12.2006       | 08  | Gdy Josh atakuje                   | When Josh Attacks                     |
|                  |     |                                    |                                       |
| 14.12.2006       | 09  | Psycho-piłka                       | Psycho-Cycle                          |
|                  |     |                                    |                                       |
| 15.12.2006       | 10  | Kosmiczny Brett                    | Alien Brett                           |
|                  |     |                                    |                                       |
| 18.12.2006       | 11  | Intergalaktyczne wezwanie          | Intergalactic Ahoy                    |
|                  |     |                                    |                                       |
| 19.12.2006       | 12  | Tylko nie H2O                      | H2O-NO                                |
|                  |     |                                    |                                       |
| 20.12.2006       | 13  | Konferen-tacja                     | Conference-tation                     |
|                  |     |                                    |                                       |
| 07.05.2007       | 14  | Księżycowe megamiętówki            | Mega Moon Mints                       |
|                  |     |                                    |                                       |
| 08.05.2007       | 15  | Kometowy Surfing                   | Comet Surfing                         |
|                  |     |                                    |                                       |
| 09.05.2007       | 16  | Rex III – Władca robotów           | Robot Reboot                          |
|                  |     |                                    |                                       |
| 10.05.2007       | 17  | Eliminacje tańca                   | Dance Dance Eliminations              |
|                  |     |                                    |                                       |
| 11.05.2007       | 18  | Ile kosztuje ten człowiek w oknie? | How Much is that Human in the Window? |
|                  |     |                                    |                                       |
| 14.05.2007       | 19  | Klasa z 2051                       | Class of 2051                         |
|                  |     |                                    |                                       |
| 15.05.2007       | 20  | Kosmiczny kryzys                   | Cosmic Crisis                         |
|                  |     |                                    |                                       |
| 16.05.2007       | 21  | Mali strażnicy                     | Mini Marshals                         |
|                  |     |                                    |                                       |
| 17.05.2007       | 22  | Recyklingowy szał                  | Recycle Rampage!                      |
|                  |     |                                    |                                       |
| 18.05.2007       | 23  | Brett do kwadratu                  | Brett Squared                         |
|                  |     |                                    |                                       |
| 21.05.2007       | 24  | Kosmiczny cyrk                     | Circus Of The Stars                   |
| 22.05.2007       | 25  | Kosmiczny cyrk                     | Circus Of The Stars                   |
| 23.05.2007       | 26  | Kosmiczny cyrk                     | Circus Of The Stars                   |
|                  |     |                                    |                                       |
| SERIA DRUGA      |     |                                    |                                       |
|                  |     |                                    |                                       |
| 03.12.2007       | 27  | Strażnik tygodnia                  | Marshal for a week                    |
|                  |     |                                    |                                       |
| 04.12.2007       | 28  | Kosmo-squatch                      | Space-squatch                         |
|                  |     |                                    |                                       |
| 05.12.2007       | 29  | Swatka                             | The Matchmaker                        |
|                  |     |                                    |                                       |
| 06.12.2007       | 30  | Cyberglina 4000                    | Cybercop 4000                         |
|                  |     |                                    |                                       |
| 07.12.2007       | 31  | Planeta Dobre Czasy                | Planet Goodtimes                      |
|                  |     |                                    |                                       |
| 10.12.2007       | 32  | Szaleństwo Dragodora               | Dragodor Madness                      |
|                  |     |                                    |                                       |
| 11.12.2007       | 33  | Pan 6025-A46                       | Mr. 6025-A46                          |
|                  |     |                                    |                                       |
| 12.12.2007       | 34  | Wróg Paluch                        | The Toe is the Foe                    |
|                  |     |                                    |                                       |
| 13.12.2007       | 35  | Niania dla Obcego                  | Adventures In Alien Sitting           |
|                  |     |                                    |                                       |
| 14.12.2007       | 36  | Yoko-Mania!                        | Yoko-Mania!                           |
|                  |     |                                    |                                       |
| 17.12.2007       | 37  | Małpie żarty                       | Monkey Business                       |
|                  |     |                                    |                                       |
| 18.12.2007       | 38  | Mapa gwiazd                        | Star Maps                             |
|                  |     |                                    |                                       |
| 19.12.2007       | 39  | Międzygalaktyczna wymiana          | Intergalactic Exchange                |
|                  |     |                                    |                                       |
| 17.03.2008       | 40  | Super Spavid                       | Super Spavid!                         |
|                  |     |                                    |                                       |
| 18.03.2008       | 41  | Skarb Solary Moonray               | Treasure of the Solara Moonray        |
|                  |     |                                    |                                       |
| 19.03.2008       | 42  | Żołądek bestii                     | The Belly of the Beast                |
|                  |     |                                    |                                       |
| 20.03.2008       | 43  | Galaktyczne zabawki                | Toy Galaxy                            |
|                  |     |                                    |                                       |
| 21.03.2008       | 44  | Kosmiczna Szkoła                   | Cosmic High!                          |
|                  |     |                                    |                                       |
| 24.03.2008       | 45  | Dziwny owoc                        | Strange Fruit                         |
|                  |     |                                    |                                       |
| 25.03.2008       | 46  | Kryminalni kadeci                  | Cool Hands Marshals                   |
|                  |     |                                    |                                       |
| 26.03.2008       | 47  | Psikus czy cukierek                | Trick or Treat                        |
|                  |     |                                    |                                       |
| 27.03.2008       | 48  | Odcienie szarych komórek           | Shades of Gray …Matter                |
|                  |     |                                    |                                       |
| 28.03.2008       | 49  | Farmerskie życie                   | E-I-E-O-No!                           |
|                  |     |                                    |                                       |
| 31.03.2008       | 50  | Drapieżne rośliny z kosmosu        | Predator Plants From Outter Space!    |
| 01.04.2008       | 51  | Drapieżne rośliny z kosmosu        | Predator Plants From Outter Space!    |
| 02.04.2008       | 52  | Drapieżne rośliny z kosmosu        | Predator Plants From Outter Space!    |
|                  |     |                                    |                                       |

## W innych językach świata
| język      | tytuł                                                 |
| ---------- | ----------------------------------------------------- |
| Polski     | Team Galaxy – kosmiczne przygody galaktycznej drużyny |
| Angielski  | The Far Out Adventures of Team Galaxy                 |
| Hiszpański | Las increíbles aventuras de Team Galaxy               |
| Francuski  | Team Galaxy, le Collège de l’Espace                   |